# Thalía's Mixtape
Thalía's Mixtape é o décimo oitavo álbum de estúdio da cantora mexicana Thalía. 
Foi lançado em 28 de abril de 2023 pela Sony Music Latin. É um álbum de covers que homenageia alguns dos grandes sucessos do rock espanhol dos anos 80 e 90. 
O álbum foi produzido por Rafa Arcaute e Áureo Baqueiro.

## Produção e Lançamento
O álbum foi precedido pelo single Psycho Bitch, lançado em novembro de 2022.
Em 29 de março de 2023, Thalía revelou por meio de um vídeo publicado em sua página do Instagram o nome de seu novo álbum, anunciando sua disponibilidade para pré-save a partir do dia seguinte.
Em 30 de março de 2023, foi revelado a capa do álbum, bem como a data de lançamento para 28 de abril do mesmo ano.
Em abril de 2023, foi disponibilizado a lista de faixas do álbum em seu canal oficial no YouTube.

## Singles e Promoção
Em 21 de fevereiro de 2023, Thalía confirmou sua colaboração com a cantora mexicana Kenia Os. A dupla gravou uma nova versão do hit de 1999 "Para No Verte Más",
originalmente interpretada pela banda argentina La Mosca Tsé-Tsé, e foi lançada em 2 de março de 2023 junto com seu videoclipe.
Eventualmente, essa música se tornaria o primeiro single do novo álbum de Thalía que seria anunciado algumas semanas depois.
Em 27 de abril de 2023, foi lançado o segundo single do álbum "Devuélveme a Mi Chica" com David Summers.
Em 4 de maio de 2023, foram lançados três videoclipes correspondentes às músicas "Pachuco" com Roco Pachukote, "La Muralla Verde" com Ben Carrillo e Bruses e "Florecita Rockera" com Aterciopelados e León Leiden.
Produzido e dirigido por Enrique Vega, o videoclipe de "Mixtape Medley" foi lançado dia 5 de julho de 2023.
Em 27 de julho de 2023, a artista lançou o visualizer do clipe de "Me Cuesta Tanto Olvidarte", em parceria com o Project Ravenlight. Todo o clipe foi gerado através de inteligência artificial.
Em 8 de agosto de 2024, o vídeo oficial de "Persiana Americana", com Charly Alberti, foi publicado na conta oficial de Thalía no YouTube.

### 'Thalia's Mixtape: El Soundtrack de Mi Vida'
Como complemento ao álbum, Thalía anunciou em 13 de abril de 2023 o lançamento de um documentário de três episódios através da plataforma de streaming Paramount+, que estará disponível em 2 de maio de 2023 nos Estados Unidos e Canadá e em 3 de maio de 2023 na América Latina , Austrália e Europa.
Nos três episódios, Thalía será vista conhecendo e interpretando as diferentes canções com artistas como Charly Alberti, Rocco Pachukote, David Summers, Kenia Os,
Ben Carrillo, Bruses e León Leiden. A série foi produzida por Bruce Gilmer e Amanda Culkowski.

## Lista de faixas
| Edição Padrão  |                                                                       | |         |  |
| N.º            | Título                                                                | Compositores | Duração |  |
| 1.             | "Devuélveme a Mi Chica" (com David Summers)                           | David Summers | 3:22    |  |
| 2.             | "Pachuco" (com Roco Pachukote)                                        | Aldo Rubén Acuña Yance, Eulalio Cervantes Galarza, Enrique Montes Arellano, Adrián Navarro Maycotte, Rolando Javier Ortega Cuenca, José Luis Paredes Cacho | 3:11    |  |
| 3.             | "Florecita Rockera" (com Aterciopelados e León Leiden)                | Héctor Vicente Buitrago | 2:44    |  |
| 4.             | "Persiana Americana"                                                  | Gustavo Adrián Cerati, Jorge Antonio Daffunchio | 4:00    |  |
| 5.             | "Me Cuesta Tanto Olvidarte"                                           | José María Cano Andrés | 3:22    |  |
| 6.             | "Rayando el Sol"                                                      | Alejandro González Trujillo, José Fernando Emilio Olvera Sierra                                                                                            | 4:22    |  |
| 7.             | "Para No Verte Más" (com Kenia Os)                                    | Guillermo Fabian Novellis, Pablo Tisera | 3:17    |  |
| 8.             | "Cuando Seas Grande"                                                  | Miguel Angel Mateos | 3:50    |  |
| 9.             | "Mixtape Medley (Yo No Me Llamo Javier/No Voy En Tren/Obsesión/Mamá)" | Carlos Alberto García, Miguel Angel Mateos, Pablo Carbonell Sanchez Gijon, Roberto Casas Torres, José Luis Moure Alonso                                    | 4:27    |  |
| 10.            | "La Muralla Verde" (com Ben Carrillo e Bruses)                        | Horacio Eduardo Cantero, José Daniel Piccolo | 3:06    |  |
| 11.            | "Lucha de Gigantes"                                                   | Antonio Vega Talles | 4:01    |  |
| Duração total: | Duração total:                                                        | Duração total: | 39:47   |  |